# Ferdinand Khull
Ferdinand Khull (* 3. Dezember 1854 in Klagenfurt am Wörthersee; † 25. September 1942 in Graz) war ein österreichischer Germanist und Gymnasiallehrer in Graz.

## Leben
Khull studierte an der Universität Graz Germanistik und Slawistik. Er bereiste die Schweiz, Italien und Deutschland und nahm am Okkupationsfeldzug in Bosnien teil. Er wurde 1878 zum Dr. phil. promoviert und bestand die Lehramtsprüfung. Der Germanistischen Mediävistik zugeneigt, unterrichtete er am nachmaligen Bundesgymnasium und Bundesrealgymnasium Kirchengasse Graz. Als Regierungsrat trat er 1916 in den Ruhestand.
Er befasste sich mit Johann von Frankenstein, Eger, der mittelhochdeutschen Sprache, Heinrich von Neustadt, der Jómsvíkinga saga, der Jomsburg, der Althochdeutschen Sprache, Johann Baptist Türk, Egil Skallagrimsson, Kleists Hermannsschlacht, Olav II. Haraldsson, Maria Theresia von Neapel-Sizilien (1772–1807) und nicht zuletzt mit der Steiermark. Das Deutsche Namenbuch erschien noch zu seinen Lebzeiten in der 10. Auflage.

## Veröffentlichungen
- Über die Sprache des Johannes v. Frankenstein, in: Jahresbericht des 2. Staatsgymnasiums in Graz, 1880.
- Die Stadtgesetze von Eger aus den Jahren 1352–1460, ebenda, 1881.
- Beiträge zum mittelhochdeutschen Wörterbuch, ebenda, 1884.
- Zur Überlieferung und Textgestaltung von „Gottes Zukunft“ des Heinrich v. Wr. Neustadt, ebenda, 1886.
- Die Geschichte Palnatokis und der Jomsburger, ebenda, 1891 und 1892.
- Des Ritters Hans v. Hirnheim Reisetagebuch aus dem Jahre 1569, ebenda, 1896 und 1897.
- Jugend- und Kriegserinnerungen Johann B. Türks, ebenda, 1901.
- Der Kreuziger des Johannes v. Frankenstein, 1882.
- Geschichte der altdeutschen Dichtung, 1886.
- Geschichte des Skalden Egil Skallagrimsson, 1888, 2. Aufl. 1898.
- Deutsches Namenbuch, 1891, 10. Aufl. 1930
- Kleists Hermannschlacht, hrsg. 1893; Gisli der Geächtete. Eine altgerman. Geschichte, 1894
- Das Leben Kg. Olafs des Heiligen, 1894
- Zweier dt. Ordensleute Pilgerfahrten nach Jerusalem im Jahre 1333 und 1346, 1895
- 46 Briefe der Erzherzogin Marie an ihren Sohn Ferdinand, 1898
- Steirischer Wortschatz, 1902
- Weistümer Steiermarks, 1908
- 300 deutsche Taufnamen, 1920
- Unsere Schrift, 1920.
- Geschichte der deutschen Dichtung bis zur Neugründung des Kaiserreiches, 1922.